# Lockheed AH-56 Cheyenne
 (février 2016).
Si vous disposez d'ouvrages ou d'articles de référence ou si vous connaissez des sites web de qualité traitant du thème abordé ici, merci de compléter l'article en donnant les références utiles à sa vérifiabilité et en les liant à la section « Notes et références ».
Le Lockheed AH-56 Cheyenne était un programme d'hélicoptère d'attaque, destiné à prendre la relève du Bell AH-1 Cobra, dont on mesurait les déficiences en termes de puissance de feu, de survivabilité et de vitesse. L'AH-56 est un appareil intéressant, hybride entre un hélicoptère et un aéronef à voilure fixe. Le rotor principal ne fournit qu'une partie de la portance, le reste étant fourni par les ailes quand la vitesse devient suffisante, la propulsion, est elle entièrement le fait d'une hélice propulsive.
Cependant, en raison des dépassements de coûts et de la modification de la demande par l'US Army, le prometteur AH-56 fut finalement abandonné au profit de l'AH-64 Apache.

## Contexte
L'expérience de l'armée américaine, dans les premières années de la guerre du Viêt Nam, montra rapidement le besoin de disposer d'un hélicoptère d'escorte et d'attaque lourdement armé, capable d'opérer la nuit ou par mauvais temps pour identifier et attaquer des cibles, à l'aide de missiles ou au canon.
En octobre 1964, l'US Army lança le programme AAFS, pour « Advanced Aerial Fire-support System » (système d'appui-feu aérien avancé), avec des demandes très optimistes pour un hélicoptère à l'époque : une vitesse de 400 km/h et un rayon d'action de 3 900 km étaient exigés. Lockheed répondit à l'appel d'offre et en sortit vainqueur en novembre 1966, avec un appareil qui ne ressemblait à rien de ce qui avait déjà été construit auparavant.

## Un appareil révolutionnaire...
Le concept d'hélicoptère de combat tout temps n'existant pas à cette époque, les ingénieurs de Lockheed durent innover, créant un hélicoptère unique dans les annales de l'aviation.
Extérieurement, le Cheyenne se distinguait par un train d'atterrissage tricycle et deux ailes de petites dimensions, destinées à transporter les missiles et à fournir la portance nécessaire au vol à grande vitesse, le pilote et le copilote/canonnier étaient assis dans un cockpit en tandem, avec le canonnier en position avant et le pilote situé derrière en position surélevée. Cette disposition est depuis devenu un standard sur la presque totalité des hélicoptères de combat actuels ou en développement : AH-1 Cobra, AH-64 Apache, Eurocopter Tigre, Mi-28 Havoc…

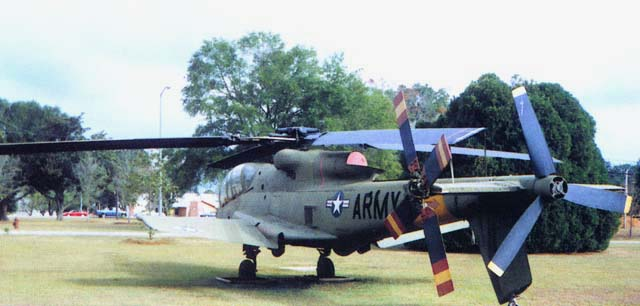
Vue de l'appareil montrant les deux rotors arrières. Le plus proche est celui qui assure la propulsion, celui qui est derrière et souffle sur le côté est l'anticouple.

La particularité du Cheyenne était sans conteste la présence d'un troisième rotor tripale, situé sur la queue en sus du rotor anticouple et perpendiculaire à ce dernier. La fonction de ce troisième rotor était de propulser l'appareil à grande vitesse, de la même manière que les hélices du B-36 Peacemaker de chez Convair. À grande vitesse, presque toute la puissance disponible du turbopropulseur General Electric T64-16 allait vers ce rotor propulsif de queue. Cette configuration permet au Cheyenne d'atteindre des vitesses importantes, de l'ordre de 200 nœuds, mais interdit de classer ses records dans la catégorie des hélicoptères.
L'autre révolution du Cheyenne se situait au niveau de l'avionique : l'AH-56 possédait un équipement électronique qui surpassait celui de bon nombre de chasseurs de l'époque, comprenant équipements de navigation et de vision nocturne, viseurs holographiques montés sur le casque des pilotes, équipement de visée et de tir. L'armement devait se composer d'un canon de 30 mm, ainsi que d'un lance-grenade M129 de 40 mm, montés dans une tourelle sous le fuselage, ainsi que de missiles antichar TOW à visée optique, et de roquettes non guidées. Son armement en tourelle, autre innovation, était placé au centre du ventre de l'appareil. Le tireur disposait d'un ensemble (siège, système de visée et commandes de tir) qui tournait pour le maintenir face à la même direction que la tourelle du canon contrôlée. Le viseur offrait au tireur une vue directe depuis la tourelle au moyen d'un viseur périscope. Le pilote avait un système de visée monté sur casque pour diriger les armes.
Cette tourelle était capable d'être pointée sur 100° de gisement de part et d'autre de l'axe de l'appareil. Malgré un angle mort de 120° à partir du cockpit, l'armement pouvait être pointé sur tout azimut, grâce à un viseur périscopique.

## ...mais trop en avance sur son temps
Malheureusement, la mise au point de cet appareil se révéla être un véritable cauchemar, pour les ingénieurs comme pour les pilotes. L'électronique posa des problèmes pendant des années, dont certains ne furent jamais résolus, mais plus grave, l'hélicoptère lui-même présentait des problèmes de stabilité, que le rotor propulsif de queue ne pouvait contrôler. Les ingénieurs de Lockheed parvinrent à résoudre bon nombre de problèmes, mais le programme fut annulé le 9 août 1972 lorsqu'il devint évident que la mission dévolue au Cheyenne pouvait être accomplie par des appareils plus légers et surtout moins complexes. Dès le 17 août 1972, un autre programme, le Advanced Attack Helicopter est lancé qui donnera naissance à l’AH-64 Apache.